# Phorbas bihamiger
Phorbas bihamiger är en svampdjursart som först beskrevs av Waller 1878.  Phorbas bihamiger ingår i släktet Phorbas och familjen Hymedesmiidae. Inga underarter finns listade i Catalogue of Life.